# Buguruszlan
Buguruszlan (oroszul: Бугурусла́н) város Oroszországban, az Orenburgi területen. Az Orenburgi területen élő megfogyatkozott mordvinság központjának számít.

## Népesség
1989-ben 54 097, 2002-ben 53 893, *2010-ben pedig 49 741 lakosa volt, melyből 36 229 orosz, 5096 tatár, 4937 mordvin, 770 ukrán, 630 német, 455 csuvas, 320 örmény, 223 azeri, 183 üzbég, 137 belarusz, 126 kazah.